# I Know That You Know
I Know That You Know er et af Troels Abrahamsens mange soloprojekter, der endte med en udgivelse i 2007 under samme navn som projektet.

## Spor
1. You Are Always
2. Split Into Atoms
3. I Cab Tell
4. You Need Paths, To Draw Maps
5. Toss Away (Tilde vs. SuperTroels)
6. We Are The People
7. Going, Going, Gone!
8. I Sat Down
9. Evil Man
10. I Know A Man You Can Call
11. A Door And A Key